# Feria de Tristán Narvaja

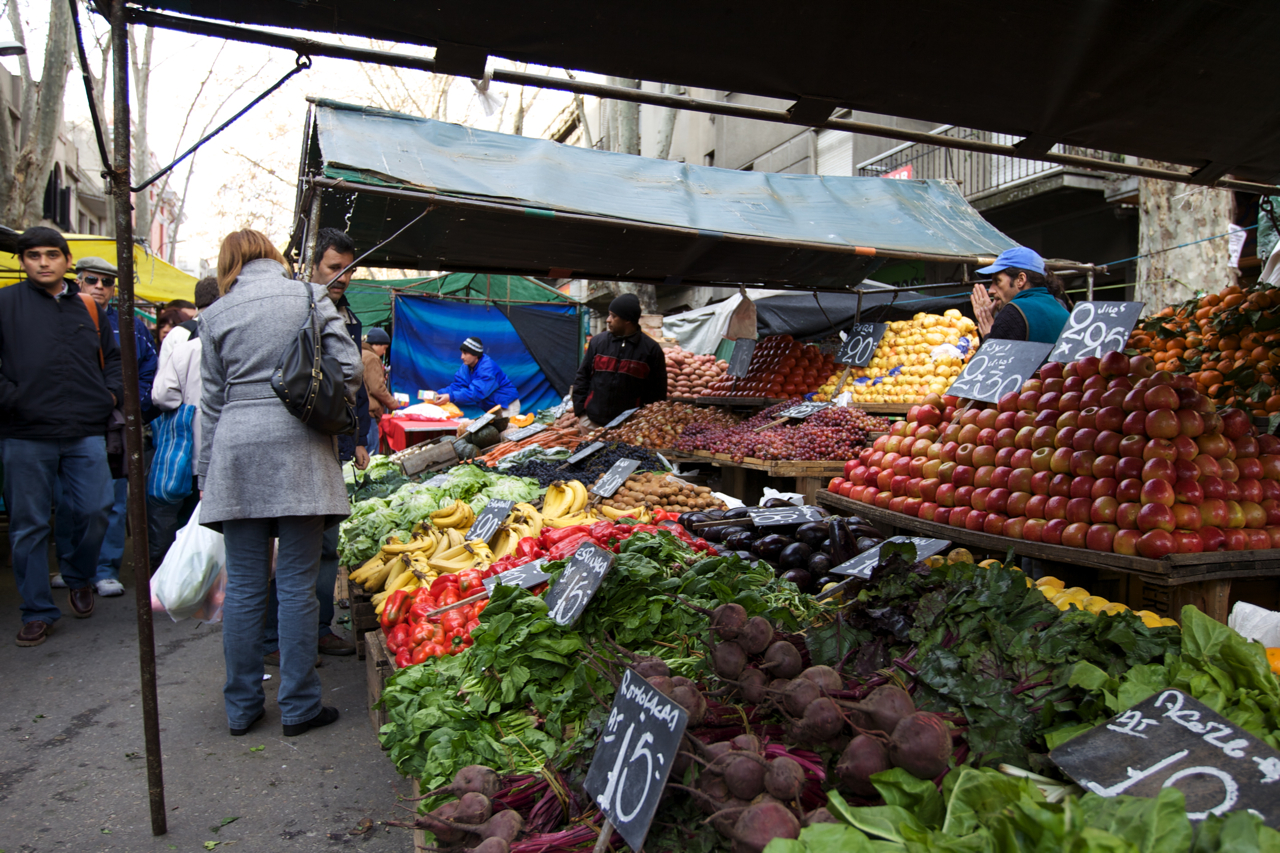
Puesto tradicional de frutas y verduras en la Feria de Tristán Narvaja.

La feria de Tristán Narvaja es una tradicional feria callejera de frutas, verduras y antigüedades que tiene lugar todos los días domingo en Montevideo, Uruguay.

## Historia
Ubicada en el barrio Cordón, la calle Tristán Narvaja se extiende desde la avenida 18 de Julio hasta la calle La Paz. Aloja numerosas librerías y tiendas de antigüedades; y los domingos, desde bien temprano en la mañana hasta media tarde, se llena de vendedores callejeros y público.

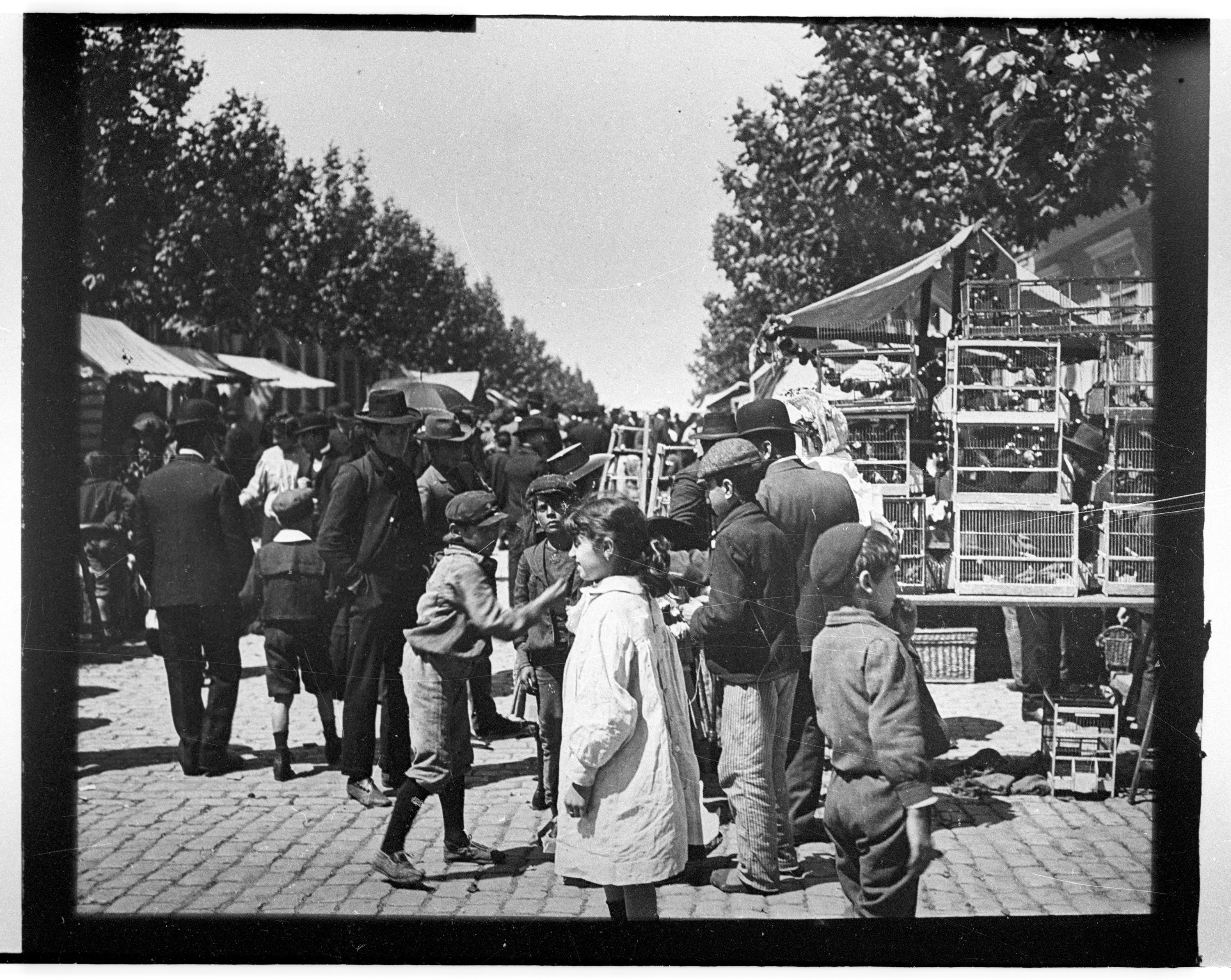
Feria en la entonces calle Yaro, año 1920.

Esta feria se instaló por primera vez en la calle Tristán Narvaja -por entonces llamada Yaro- el domingo 3 de octubre de 1909. Su origen está en la feria dominical de productos agrícolas que comenzó a funcionar en la Plaza Independencia a fines del siglo XIX, y que luego de deambular por distintas ubicaciones fue trasladada a la entonces calle Yaro.

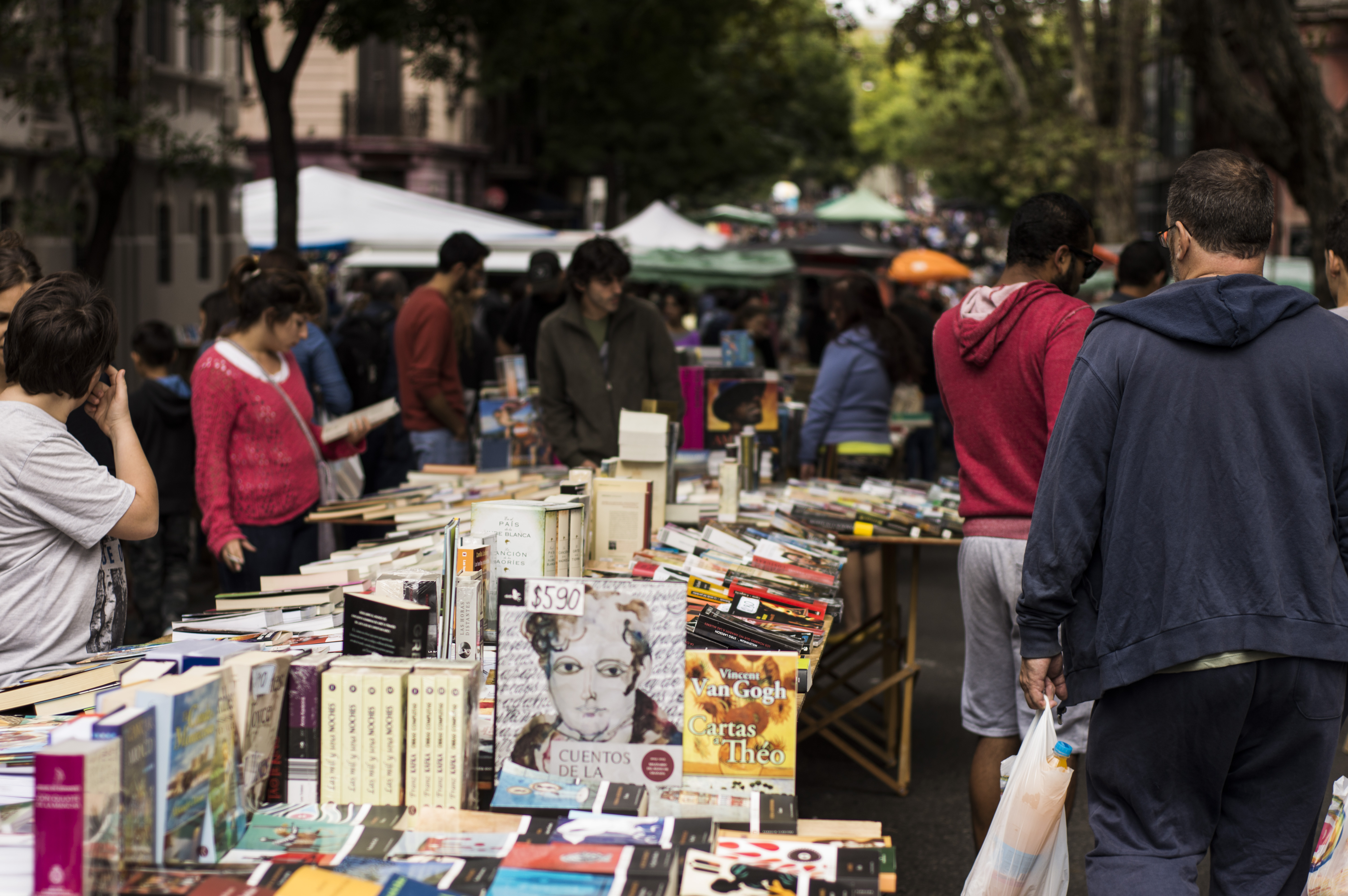
Puesto de venta de libros.

Dada la discontinuidad de los puestos, es difícil calcular su cantidad. Alfredo Vivalda, que escribió un libro sobre esta feria, arriesga la cifra de tres mil. Otros hablan de un millar.

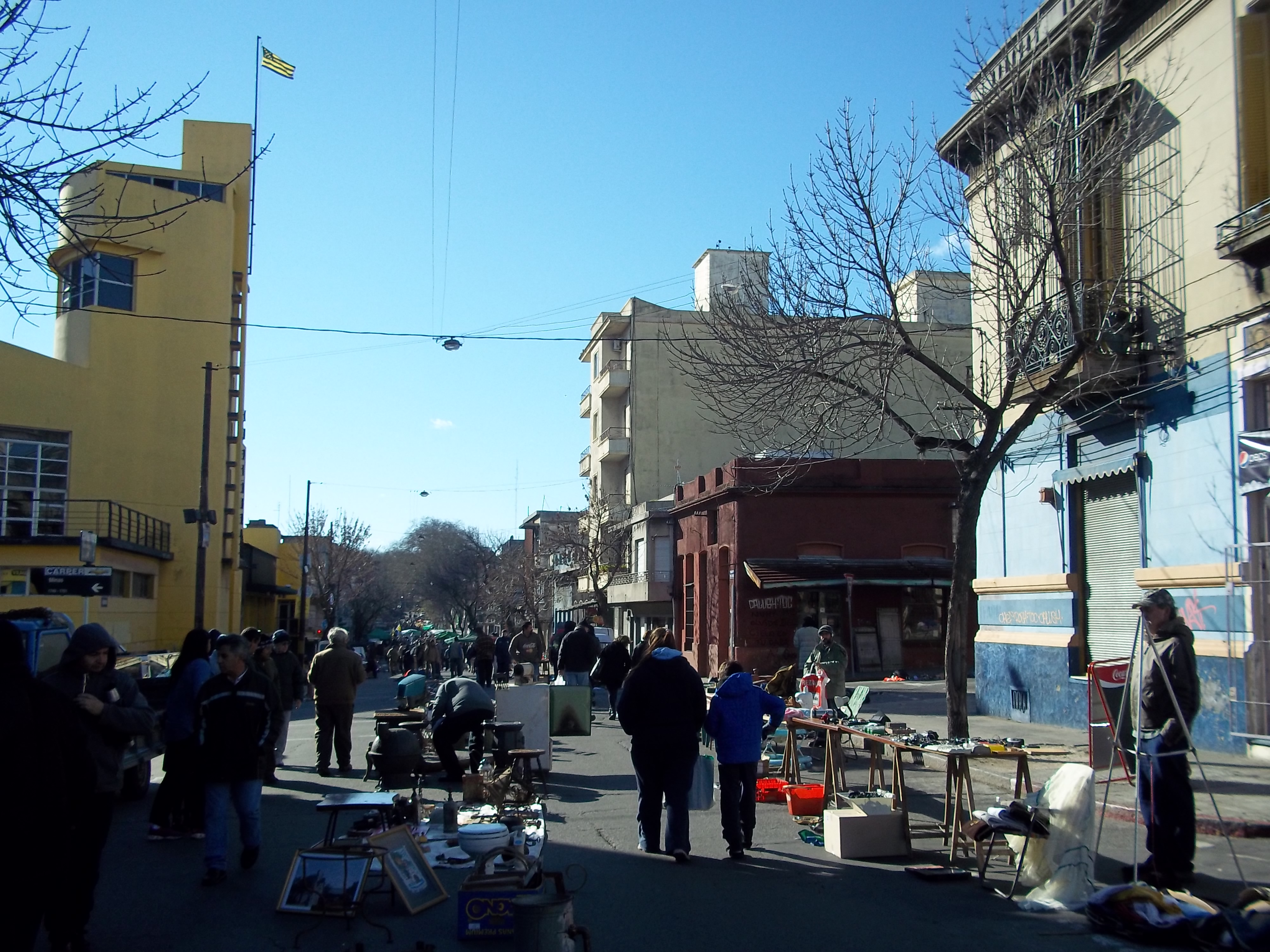
Feria de Tristán Narvaja, en el sector frente al Palacio Peñarol.

La feria de Tristán Narvaja constituye el equivalente montevideano de un «mercado de pulgas». Sus rubros son muy variados. Se puede encontrar mobiliario, antigüedades, mascotas, animales varios, libros, vestimenta, artesanías, repuestos, electrodomésticos, música, objetos de colección, además de frutas y verduras. Los rubros suelen estar ubicados en determinadas zonas concretas de la feria, tal como ocurre especialmente con los libros usados, que aunque se pueden encontrar por toda la feria se concentran mayormente en la calle Paysandú.
Entre los artículos que se pueden encontrar son; Casete, Libros, Relojes, Juguetes, Cd's, Cámaras, iPods, artículos electrónicos, así como comestibles. 
Actualmente se ha extendido de tal forma que abarca centenares de vendedores que ocupan no solo la calle Tristán Narvaja, sino varias más, tanto paralelas como perpendiculares. Se extiende hasta la calle Fernández Crespo, de un lado, y Minas, del otro. Los puestos llegan en ocasiones hasta la calle Ejido.
Muchos extranjeros llegan hasta esta feria en busca de objetos raros. Para algunos montevideanos es un paseo dominical.

## En la cultura popular
Esta feria se nombra en un par de canciones, en las cuales se resalta su carácter cosmopolita o la variedad de los productos que allí pueden encontrarse. Se trata de las canciones Domingo y feria, de Los Zucará ("Pardos, negros y blancos, criollos y gringos, todo abunda en la feria de los domingos)." y La Feria de Tristán, de la banda de música para niños Canciones para no Dormir la Siesta (Si ud. va, si ud. va, en la feria lo encontrará)."